# Saison 5 de Ghost Adventures
Chronologie
Saison 4 Saison 6
Cet article traite de la cinquième saison des reportages de Ghost Adventures, une équipe américaine de chasseurs de fantômes.

## Distribution

### Personnages principaux
- Zak Bagans
- Nick Groff
- Aaron Goodwin

### Personnage récurrent
- Billy Tolley, technicien spécialiste des PVE

## Liste des épisodes

### Épisode 1:Les Possédés d'Ashmore Estates
- États-Unis : 23 septembre 2011[1]
- France : 21 novembre 2020 sur CStar

- Scott Kelley[1], propriétaire de l'ancien asile
- Kevin Orpurt, journaliste
- Bret Smock, enquêteur en paranormal
- Michael Kleen, historien[1]
- Sherry Smock, épouse de Bret Smock
- Tyler Smock, fils de Bret Smock

Zak, Aaron et Nick partent à la découverte d'une ferme à Ashmore dans l'Illinois, connue dès 1857. Cette ferme accueillait les nécessiteux, malades mentaux et alcooliques. En février 1880, un incendie coûta la vie à une jeune fille, Elva Skinner. Le lieu ferma une première fois en 1911 à la suite des dégradations des conditions de vie et de soins. En mai 1916, un nouvel asile fut construit mais il ferma provisoirement en 1964 à cause de l'endettement de la structure. Rouvert l'année suivante, Paul Swinford et Galen Martinie, nouveaux propriétaires, font réaliser de nouveaux travaux de 1976 à 1980. En vain... En avril 1986, la clinique clôt définitivement ses portes en raison d'autres pertes financières. Le bâtiment fut dès lors soumis aux dégradations des vandales jusqu'à son rachat en 2006 par Scott Kelley, ouvrant le lieu aux amateurs de paranormal.
L'enquête commence par les témoignages de Kevin Orpurt et Bret Smock. Kevin Orpurt affirme que le 30 octobre 2009 lors d'une enquête journalistique il perdit connaissance avant de se réveillé allongé. Bret Smock soutient pour sa part avoir voulu frapper des visiteurs avec une pelle comme s'il avait été possédé.

### Épisode 2:Le Tunnel des disparus
- États-Unis :
- France : 21 novembre 2020 sur CStar

- Sandy Harmon, gardien de l'hôtel Mizpah
- Mike Johnson, membre de Vegas Valley Paranormal
- Janie Johnson, membre de Vegas Valley Paranormal
- Barrie Berry, membre de Vegas Valley Paranormal[4]
- Rocky Abbasi, ancienne employée de l'hôtel Mizpah
- Bill Tucker, ébéniste
- Jennie Eastley, propriétaire de la Castle House
- Billy Tolley, technicien spécialiste des PVE

Zak, Nick et Aaron reviennent sur le lieu de leur toute première enquête paranormale (2004) à Tonopah dans le Nevada pour visiter une mine où en février 1911 dix-sept mineurs ont trouvé la mort dans un incendie puis à l'hôtel Mizpah situé juste au-dessus de la mine. Nick avait déjà vu cet hôtel avant leur rencontre, affirmant avoir vu une boule bleue derrière les fenêtres.

### Épisode 3:Ghost Adventuras
- États-Unis :
- France : 28 novembre 2020 sur CStar

- Joseph Melluso, propriétaire
- Miguel
- Michael Brown, guide touristique
- Elena Orozco

Zak, Nick et Aaron se rendent à San Diego pour une immersion dans deux lieux de hantise. D'abord au Cosmopolitan Hotel, autrefois maison de Don Juan Bandini, un éleveur de bétail, construite de 1827 à 1829 alors que la Californie était encore mexicaine. Juan Bandini y organisait de grandes fêtes. En 1869, la Casa de Bandini fut rachetée pour en faire un hôtel. Dans la chambre numéro 11, celle d'Ysidora Bandini, à l'époque fille de Don Juan, des témoins ont signalé à plusieurs reprises des rideaux tirés inexplicablement et un miroir déplacé. La chambre numéro 4 serait également hantée à cause d'un lit vendu à l'hôtel dont une sculpture sur la tête de lit représente une fille. Un saloon date de 1880 et dans la salle de jeux des gens ont formulé que des objets se déplaceraient seuls dont des chaises. Une dame en rouge a également été énoncée par des témoins.
Ils enquêtent ensuite sur la Casa de Estudillo, anciennement propriété de Juan Maria Estudillo, beau-père de Juan Bandini. La présence de fantômes de moines aurait été relatée ici.

### Épisode 4:La Malédiction des Winchester
- États-Unis :
- France : sur CStar

### Épisode 5:La Malédiction des Borden
- États-Unis :
- France : 28 novembre 2020 sur CStar

- Tim Weisberg, enquêteur paranormal[10]
- Matt Moritz, enquêteur paranormal
- Liz Nowicki, médium[10]
- Kat Woods, fille du propriétaire
- Lauren Woods, adoslescente et fille du propriétaire
- Jeff Belanger, documentaliste[10]
- Lee-Ann Wiber, guide
- Eleanor Thibault, guide touristique
- Bob, vigile

Les enquêteurs voyagent à Fall River dans le Massachusetts pour effectuer un reportage sur les phénomènes paranormaux dans une maison où le 4 août 1892, Lizzie Borden est soupçonnée d'avoir assassiné son père et sa belle-mère à la hâche. Elle fut acquittée. Cependant l'équipe pense qu le lieu pourrait être maudit car déjà en 1848, la femme de l'oncle d'Andrew Borden y avait noyé ses deux enfants dans un puits avant de se suicider par égorgement. Liz Nowicki prétend que lors d'une précédente investigation paranormale, une caméra aurait bougé et se serait réorientée seule et Lauren Woods affirme ne plus vouloir retourner dans la maison.
L'équipe de Zak utilise au début de l'immersion nocturne un détecteur EREM qui s'allume alors que l'équipe perçoit une sensation de froid autour de cet objet. Un souffle est également enregistré et Zak pense qu'un tiroir s'est ouvert seul à l'étage. Après, avec Eleanor et Liz, ils commencent une séance de spiritisme en se réunissant en cercle. Au début de celle-ci, ils entendent cette phrase avec une spirit box: « they are all together » (en français ils sont tous ensemble ou bien tous réunis). Plus tard, une lampe torche posée au sol s'allume seule et ils ont pu distinguer un prénom, « Abby », désignant la belle-mère assassinée.

### Épisode 6:Le Village des secrets
- États-Unis :
- France : sur CStar

- Sara Bogart[12], ancienne aide-soignante
- Stacy Gate, témoin
- Craig Rosenfeld, témoin
- Dave Skala, témoin[12]
- Jacquelyn Emm, témoin[12]

Zak, Aaron et Nick enquêtent sur un complexe construit sous l'impulsion de l'homme d'affaires William Pryor Letchworth pour y accueillir des handicapés physiques et mentaux. Le village ouvrit ses portes en juillet 1911 après le décès de son instigateur. Mais le personnel a été plus tard en sous-effectif. Il y avait souvent des excréments dans la salle commune. De plus dans les années 1950, vingt enfants ont servi de cobayes pour le vaccin de la polio, bien que cela a été un succès et qu'aucun d'entre eux n'en a subi d'effets indésirables. Mais en 1972, le reportage du journaliste Geraldo Rivera sur cet asile a créé un scandale quant au traitement des malades. A 3 km du centre, des anciens patients sont enterrés avec des tombes qui portent des numéros plutôt que des noms et des cerveaux de personnes internées ici ont été conservées dans des bocaux du laboratoire! Le centre a fermé définitivement en 1996.

### Épisode 7:Retour à Virginia City
- États-Unis : 11 novembre 2011
- France : sur CStar

- Angela Zelasko, gardienne[16]
- Paula Burris, amérindienne et enquêteuse en paranormal
- Alex, enfant de six ans[16]
- Debbie Bender, historienne[16]
- Ron Zelasko, gardien[16]
- Révérend James[16]
- Billy Tolley, analyste PVE[16]

Dans les années 1860, on extrayait de l'or dans cette ville. Le 26 octobre 1875, un grand incendie a eu lieu dans la ville, brûlant notamment l'église, des fiches d'état civil... Zak, Aaron et Nick sont déjà venus à Virginia City lors de précédentes enquêtes en 2004 et 2009 notamment sur le club Washoe. Là, ils vont enquêter sur le centre d'arts et en même temps hôpital Sainte-Marie ayant dans le passé accueilli de nombreux blessés par balle. En 1942, un mineur blessé a enflammé une bible et a causé un incendie dans l'hôpital, causant par la même occasion le décès d'une infirmière. Un révérend, Paul Meinecke, a été tué d'une balle dans le ventre en 1974.
Les enquêteurs viennent aussi à l'hôtel Silver Queen, construit en 1876, où dans la chambre numéro 11, une prostituée prénommée Rosie se serait suicidée; puis à la Cabane du Mineur. Le 7 avril 1869, un incendie dans la «Crown Point Mine» aurait fait entre 35 victimes. Une immersion est également effectuée à l'hôtel Gold Hill.

### Épisode 8:Rocky Point Manor
- États-Unis :
- France : sur CStar

- Jeff Waldridge[22], enquêteur paranormal[23]
- Lee Kirkland, enquêteur paranormal[24]
- Justin Engelhardt, propriétaire du manoir[24]
- Joan House, coordinatrice de l'ancien champ de bataille de Perryville[24]
- Kurt Holman[22], gérant de l'ancien champ de bataille de Perryville depuis 1989[25]
- Richard Stallings, archéologue[24]
- Billy Tolley, spécialiste des PVE

L'équipe de Ghost Adventures part enquêter sur un manoir construit en 1810 à Harrodsburg dans le Kentucky, par James Haggin, avocat. Son père John Haggin était propriétaire des terres sur lesquelles reposent le manoir y avait installé une cabane mais elle fut incendiée par la tribu Shawnee qui revendiquait cette terre. Durant la guerre de Sécession, le manoir servit d'hôpital militaire à la suite de la bataille de Perryville en octobre 1862. D'ailleurs, le reportage paranormal se divise en deux: une première partie sur le lieu du champ de bataille, et une seconde partie au manoir.

### Épisode 9:La Sorcière blanche de la Jamaïque
- États-Unis :
- France : sur CStar

### Épisode 10:L'Ancienne prison de Charleston
- États-Unis :
- France : sur CStar

- Henry Calhoun[28], guide de Bulldog Tours
- James Waddell, directeur adjoint d'une école d'artisanat située dans l'ancienne prison
- Emily Gillett, étudiante
- Eric Lavender, guide de Bulldog Tours
- John La Verne, directeur de Bulldog Tours
- Andrew Mc Gauley, propriétaire de calèches de la Olde Towne Carriage Company
- Elizabeth Kilminster, directrice du relais de Battery Carriage[29]
- Billy Tolley, spécialiste des PVE
- Dakota Laden, fan de l'émission[30],[28]
- Rob Laden, père de Dakota Laden[30]

Cette prison de Caroline du Sud construite en 1802 a connu tout au long de son histoire 14000 morts. Des prisonniers nordistes y ont été enfermés durant la guerre de Sécession. En 1819, la prison accueillait l'une des plus fameuses tueuses en série, Lavinia Fisher, exécutée l'année suivante. La prison fut aussi le lieu de détention d'esclaves révoltés. En 1886, un séisme a détruit le dernier étage du bâtiment principal ainsi qu'une tour. Elle a fermé ses portes en 1939. Mais des témoins ont rapporté divers phénomènes paranormaux: bruits de grilles et portes qui se ferment, pas dans les couloirs, apparitions.
Avant d'aller dans la prison, Zak et son équipe font une courte visite en journée du relais de Battery Carriage, qui fut autrefois transformé en hôpital de campagne durant la guerre de Sécession, et qui est réputé hanté notamment la chambre 10.